# Аккольти, Бернардо
Бернардо Аккольти (итал. Bernardo Accolti; 11 сентября 1458 год, Ареццо — 28 февраля 1535 год, Рим) — итальянский поэт-импровизатор.

## Биография и творчество
Сын Бенедетта Аккольти; приобрёл известность своим блестящим импровизаторским талантом.
Он жил при дворе папы Юлия II и Льва X; был назначен последним апостольским писцом и аббревиатором (тайным писцом папской канцелярии).
Сочинял сонеты, канцоны, страмботти (эпиграмматические стансы на разные случаи). Был вместе с тем и славным импровизатором, заслужившим у своих соотечественников прозвание «единственного» (l’Unico Aretino). Его стихотворения появились под заглавием «Virginia commedia, Capitoli e Strambotti» (Флоренция, 1513 и после).
Бернардо был до того любим всеми, что когда у него назначалось публичное чтение, все лавки затворялись и все стекались слушать его; он читал в большой зале, в свете факелов.